# Nanchong

Lage Nanchongs in Sichuan

Nanchong (南充市,  Nánchōng Shì) ist eine bezirksfreie Stadt im Nordosten der südwestchinesischen Provinz Sichuan und ist auch die größte und die bedeutendste Stadt in dieser Region. Diese Stadt hat eine Geschichte von über 2000 Jahren. Nanchong hat eine Fläche von 12.480 km² und 5.607.565 Einwohner (Stand: Zensus 2020). In dem eigentlichen städtischen Siedlungsgebiet von Nanchong leben ca. 1.250.000 Menschen (Stand: Zensus 2020).

## Geographie
Koordinaten: 30° 48′ N, 106° 5′ O
Nanchong liegt am Fluss Jialing Jiang. Sie ist ein wichtiger Verkehrsknotenpunkt der Region und hat eine große Seiden-, Zucker- und Tabakindustrie. Die durchschnittliche Temperatur in Nanchong beträgt 17,5 Grad Celsius. Die Stadt liegt auf 310 m ü. NN.

## Stadtgliederung
Die bezirksfreie Stadt Nanchong besteht aus drei Stadtbezirken, einer kreisfreien Stadt und fünf Kreisen (Stand: Zensus 2020):
- Stadtbezirk Shunqing – 顺庆区 Shùnqìng Qū, 542 km², 834.294 Einwohner;
- Stadtbezirk Gaoping – 高坪区 Gāopíng Qū, 813 km², 570.415 Einwohner;
- Stadtbezirk Jialing – 嘉陵区 Jiālíng Qū, 1.172 km², 531.825 Einwohner;
- kreisfreie Stadt Langzhong – 阆中市 Lángzhōng Shì, 1.877 km², 622.667 Einwohner;
- Kreis Nanbu – 南部县 Nánbù Xiàn, 2.123 km², 817.235 Einwohner;
- Kreis Xichong – 西充县 Xīchōng Xiàn, 1.108 km², 420.023 Einwohner;
- Kreis Yingshan – 营山县 Yíngshān Xiàn, 1.633 km², 620.480 Einwohner;
- Kreis Yilong – 仪陇县 Yílǒng Xiàn, 1.792 km², 729.141 Einwohner;
- Kreis Peng’an – 蓬安县 Péng'ān Xiàn, 1.331 km², 461.485 Einwohner.

## Verkehr
Vier Autobahnen verbinden Nanchong mit anderen Städten, so führt in östlicher Richtung die Nanguang-Autobahn nach Guang`an, während in westlicher Richtung die Autobahn Chengnan die Provinzhauptstadt Chengdu erreicht. Die neueste Autobahn Yunan verkürzt die Entfernung von Nanchong nach Chongqing, das Wirtschaftszentrum im südwestlichen China. Eine Ringautobahn verbindet die drei oben genannten Autobahnen miteinander.
Die Eisenbahnlinie Dacheng, von Dazhou nach Chengdu, führt über Nanchong. Eine neue Bahnlinie Lanyu, von der nordwestlichen Stadt Lanzhou über Nanchong nach Chongqing, wird jetzt noch aufgebaut. Die Strecke von Guangyuan nach Chongqing in dieser Bahnlinie Lanyu ist schon in Betrieb genommen. Der neue Hauptbahnhof Nanchong Nord ist entsprechend auch in Verwendung eingesetzt. In den 2 Hauptbahnhöfen kann man Züge in die Richtungen Shanghai, Peking, Chongqing, Wuhan, Chengdu, Shenzhen und Guangyuan nehmen.
Der Nanchong-Gaoping-Flughafen liegt in dem Stadtbezirk Gaoping. Man kann von dort nach Shanghai, Peking, Guangzhou, Shenzhen，Kunming, Xi’an, Sanya, Lahsa und Hangzhou fliegen.
Die Stadt befindet sich am Fluss Jialing. Dieser Fluss entspringt in der nordwestlichen Provinz Shaanxi und fließt mit dem Jangtsekiang in Chongqing zusammen.

## Bildung
Insgesamt vier Universitäten und Hochschulen haben ihre Sitze in Nanchong. Diese sind:
- Erdöl-Universität des Südwestens (西南石油大学);
- Pädagogische Universität Westchina (西华师范大学);
- Medizinische Hochschule Nord-Sichuan (川北医学院);
- Technische Berufshochschule Nanchong (南充职业技术学院).

## Kultur
Die im Stadtgebiet gelegenen Weiße Pagode aus der Zeit der Song-Dynastie (无量宝塔, Wúliàng bǎotǎ) und der Ehemalige Wohnsitz von Zhang Lan (张澜旧居, Zhāng Lán jiùjū) stehen auf der Liste der Denkmäler der Volksrepublik China.

## Söhne und Töchter der Stadt
- Chen Qingying (1941–2022), Tibetologe
- Zheng Xiaoqiong (* 1980), Schriftstellerin